# 紹博海崖
紹博海崖（英語：Szabo Bluff）是南極洲的海崖，位於瑪麗伯德地，屬於毛德王后山脈的一部分，美國地質調查局根據測量和該國海軍的空中照片繪入地圖，現時由南極條約體系管理。
86°29′S 144°48′W / 86.483°S 144.800°W